# Gaon
Gaon (hebräisch גָּאוֹן „Herrlichkeit“, Plural: גְּאוֹנִים Geonim) ist ursprünglich der Titel der als Talmudinterpreten bekannten Oberhäupter der jüdischen Akademien in Babylonien im siebten bis elften Jahrhundert nach Christus. Er wird aber auch später noch dafür verwendet. Das Amt des Gaon wird als Gaonat bezeichnet (mittellat. gaonatus). Die babylonischen Geonim galten als die religiösen Führer des Judentums im frühen Mittelalter, während dem Resch Galuta (Exilarch) die weltliche Hoheit über die Juden in den islamischen Ländern oblag.
Die Geonim spielten eine wichtige und entscheidende Rolle in der Übermittlung und Lehre der Tora und des jüdischen Gesetzes (Halacha). Sie lehrten den Talmud und entschieden über Diskurse, welche in der Zeit des Talmuds noch nicht mit Regeln versehen wurden.

## Geschichte
Die Epoche der Geonim begann 589 (nach dem jüdischen Kalender: 4349), nach der Periode der Sevora'im, und endete 1038 (nach dem jüdischen Kalender: 4798). Der erste Gaon von Sura war, wenn man Sherira Gaon folgt, Mar Rab Mar, dessen Amtszeit 609 begann. Der letzte Gaon von Sura war Samuel ben Ḥofni, der 1013 starb; der letzte Gaon von Pumbedita war Hezekiah Gaon, der 1040 ermordet wurde; somit hatte die Periode der Geonim fast eine Dauer von 450 Jahren.
Es gab zwei große Akademien der Geonim, eine in Sura und die andere in Pumbedita. Die Akademie in Sura war ursprünglich die dominante, aber ihre Autorität schwand zum Ende der Periode der Geonim, so dass die Geonim von Pumbedita an Einfluss gewannen (Louis Ginzberg in Geonica).

## Bedeutung im jüdischen Leben
Die Geonim amtierten, zuallererst, als Direktoren der babylonischen Talmudakademien. Sie setzten die hochschultechnischen Aktivitäten der Amoraim und der Saboraim fort. Während die Amoraim, durch ihre Interpretation der Mischna, die Basis für die Entstehung des Talmud gegeben hatten und die Saboraim ihn autoritativ abgeschlossen haben, war es die Aufgabe der Geonim den Talmud zu interpretieren. Sie legten ihren Schwerpunkt in die Lehre und Weisung, sie veröffentlichten religionsgesetzliche Entscheidungen, die mit ihrer Lehre übereinstimmten.
Während der Periode der Geonim waren die babylonischen Akademien das Zentrum der jüdischen Lehre schlechthin. Die Geonim, die Oberhäupter dieser Schulen, wurden als die höchsten Autoritäten der Halacha angesehen. Trotz der Schwierigkeiten, die die unregelmäßige Kommunikation in diesen Zeiten bereitete, sandten Juden, die in sehr weit entfernten Ländern lebten, ihre Fragen bezüglich Religion und Gesetz zu den Schulhäuptern nach Babylonien.
Am Ende der Periode der Geonim, von der Mitte des 10. bis zur Mitte des 11. Jh. nahm ihr Vorrang ab, als das Studium des Talmud auch in anderen Ländern praktiziert wurde. Die Einwohner dieser Regionen sandten nun ihre Fragen an die Oberhäupter der Akademien ihrer eigenen Länder und somit nicht mehr zu den Geonim nach Babylonien.

## Der Titel „Gaon“
Der Titel Gaon kann auf die Oberhäupter der beiden babylonischen Akademien Sura und Pumbedita bezogen werden, obwohl damit nicht der ursprüngliche Name Rosch Jeschiva Ge'on Ja'akov (hebräisch für „Oberhaupt der Akademie, Hoheit Jakobs“) verdrängt wurde. Der aramäische Titel war Resch Metivta.
Der Titel Gaon wurde bekannt um das Ende des 6. Jh. herum. Als den Akademien von Sura und Pumbedita die juristische Autorität inne war, war der Gaon ihr oberster Richter.
Der Verbund der babylonischen Akademien rief den antiken Sanhedrin wieder ins Leben. In vielen Responsen der Geonim werden Mitglieder der Akademien genannt die dem „Großen Sanhedrin“ angehört haben, andere gehörten zu dem „Kleinen Sanhedrin“. Vor dem regierenden Gaon saßen ihm gegenüber 70 Mitglieder der Akademie in sieben Reihen zu je zehn Personen, jede Person wurde durch ihn bestimmt und alle zusammen mit dem Gaon ergaben den „Großen Sanhedrin“. Gaon Amram nennt ihn in einer Response („Responsa der Geonim“, Lyck (Hrsg.), Nr. 65) die „ordinierten Forscher, die im Großen Sanhedrin saßen“. Eine Ordination im Sinn der ursprünglichen Semicha war hier nicht gemeint, diese existierte in Babylonien nicht, nur eine feierliche Einsetzung fand statt.
Gaon Ẓemaḥ beschreibt in einer Response über „die antiken Forscher der ersten Reihe, die ihren Platz im Großen Sanhedrin einnahmen“: Sieben Meister (allufim) und die chawerim, die drei berühmtesten unter den restlichen Mitgliedern der Akademie, saßen in der ersten der sieben Reihen. Neun Mitglieder des Sanhedrin wurden je den sieben allufim untergeordnet, die wahrscheinlich die Umsetzung der Instruktionen beobachteten, welche sie ihnen über das laufende Jahr gegeben hatten. Die Mitglieder der Akademie, die nicht ordiniert waren, saßen hinter den sieben Reihen.

## Werke der Geonim

### Responsenliteratur / Responsa
Am Anfang der Epoche der Geonim kam die Mehrheit der zu ihnen gesandten Fragen aus Babylonien und den benachbarten Ländern. Jüdische Gemeinden aus dieser Region hatten religiöse Häupter, die mit dem Talmud in gewisser Weise bekannt waren und die, wenn es einen Anlass gab auch die Akademien in Babylonien besuchen konnten. So entwickelte sich eine Literaturgattung von Fragen und Antworten die als Responsenliteratur bekannt geworden ist.
Die Fragen waren normalerweise begrenzt auf ein oder mehrere spezifische Fälle, während die Response dann eine allgemeine Regel und eine knappe Begründung gab. Dazu gehörten meist Talmudzitate zur Unterstützung der Entscheidung und Widerlegung möglicher Einwände.
Ausschweifender waren die Responsen der späteren Geonim. Seit dem 9. Jahrhundert wurden Fragen aus weiter entfernteren Regionen gesendet, deren Einwohner weniger mit dem Talmud bekannt waren und die babylonischen Akademien auch nicht besuchen konnten.
Die späteren Geonim beschränkten sich nicht nur auf die Mischna und den Talmud, sie benutzten auch die Entscheidungen der Responsen ihrer Vorgänger, deren Aussagen und Traditionen inzwischen autoritativ geworden waren. Diese Responsen der späteren Geonim waren dann oft ganze Traktate zu talmudischen Themen. Da oft ein einzelner Buchstabe viele Fragen aufwarf, bekamen diese oft die Länge von Büchern. Zwei wichtige Beispiele für solche Bücher sind der Siddur von Amram Gaon, adressiert an die spanischen Juden als Antwort auf deren Frage nach den Gebetsvorschriften, und der Brief von Sherira Gaon, welcher als Antwort auf eine Frage aus Kairuan (Tunis) die Geschichte der Mischna und der Gemara umreißt.
Manche der Responsen sind in ihrer ursprünglichen Form überliefert, während andere nur noch in späteren Werken zitiert werden. Viele wurden in der Kairoer Geniza gefunden.
Beispiele für Responsasammlungen sind:
- Halakhot Pesukot min ha-Geonim (Kurze Weisungen von den Geonim): Konstantinopel 1516
- Sheelot u-Teshuvot me-ha-Geonim (Fragen und Antworten von den Geonim): Konstantinopel 1575
- Shaare Tzedek (Tore des Rechtes), herausgegeben von Nissim ben Hayyim: Salonica 1792, enthält 533 Responsen geordnet nach dem Thema und mit einem Index des Herausgebers
- Teshuvot Ha-Geonim (Antworten der Geonim), ed. Mussafia: Lyck 1864
- Teshuvot Geone Mizrach u-Ma'arav, (geonitische Antworten aus Westen und Osten), ed. Mueller: Berlin 1888
- Lewin, B. M., Otzar ha-Geonim: Thesaurus of the Gaonic Responsa and Commentaries Following the Order of the Talmudic Tractates (13 vols): Haifa und Jerusalem 1928–1943
- Assaf, Simhah, Teshuvot ha-Geonim, 2 Bände, Jerusalem 1927–1929
- H. Z. Taubes, Otsar ha-Geonim le-Massekhet Sanhedrin, Jerusalem 1966

### Andere Werke
Einzelne Geonim haben oft Sammlungen und Kommentare geschrieben. Zwei Rechtshandbücher sind:
- She'iltot von Achai Gaon, herausgegeben von S. Mirsky, Sheeltot de Rab Ahai Gaon, 5 Bände, Jerusalem 1960–1977
- Halachot Gedolot, herausgegeben von Simeon Kayyara.

Der wichtigste Autor unter den Geonim war Saadia Gaon. Er schrieb biblische Kommentare und viele andere Werke. Er ist bekannt für sein philosophisches Werk Emunot ve-Deot.

## Die Kalla
Zwei Monate im Jahr waren der Kallah gewidmet, die jüdischen Monate Adar und Elul. In dieser Zeit kamen ausländische Studenten und Gelehrte in die babylonischen Talmudakademien, um dort bei den berühmten Geonim zu studieren und zu diskutieren.
Während der ersten drei Wochen der Kallah trugen die Lehrer, die in der ersten Reihe saßen, über die talmudischen Angelegenheiten, die in den nächsten Monaten näher studiert werden sollten, vor. In der vierten Woche hatten die anderen Lehrer und auch manche Schüler die Möglichkeit, ihre Meinung zum Thema kundzutun. Darauf folgten die Diskussionen. Schwierige Abschnitte wurden dem Gaon vorgelegt, der ebenfalls eine wichtige Rolle in diesen Debatten hatte. Er konnte so auch jedes Mitglied der Akademie einfach überprüfen, ob es den allgemeinen Lehrrichtlinien entsprach. Am Ende der Kallah wählte der Gaon das talmudische Thema aus, welches die versammelten Mitglieder aufbekamen bis zur nächsten Kallah vorzubereiten. Die Mitglieder, die keinen Platz gefunden hatten, waren davon freigestellt und konnten sich aussuchen je nach ihren Vorlieben, was sie in der nächsten Zeit studieren wollten.
Während der Kallah eröffnete der Gaon einige Fragen, die ihm in der Zwischenzeit seit der letzten Kallah von überall aus der Diaspora zu diesem Thema gesendet worden waren. Die Antworten wurden diskutiert und am Ende durch den Schreiber der Akademie nach den Anweisungen des Gaon aufgeschrieben. Am Ende der Kallah wurden die Fragen zusammen mit den Antworten öffentlich vor der Versammlung verlesen, und die Antworten wurden durch den Gaon unterschrieben. Eine große Anzahl von Responsen aus der Epoche der Geonim wurden auf diese Weise verfasst, viele wurden aber auch von den jeweils zuständigen Geonim ohne Rücksprache mit der im Frühjahr zusammenkommenden Kallah-Versammlung veröffentlicht.

## Einzelne Geonim
- Achai Gaon (680–752)
- Amram Gaon (gest. um 880)
- Dodai ben Nahman
- Hai ben Scherira Gaon (939–1038)
- Saadia Gaon (882–942)
- Scherira Gaon (10. Jh.)
- Isaac II. Aboab (1433–1493), Kastilien

Chananel ben Chuschiel (Rabbeinu Chananel) und Nissim Gaon von Kairouan, obwohl sie nicht Besitzer des Status „Gaon“ waren, werden oft zu den Geonim gerechnet. Logischer wäre es, diese zu den ersten der Generation der Rischonim zu rechnen. Maimonides benutzt manchmal den Begriff „Geonim“ in einem erweiterten Sinn von „führende Autoritäten“, unabhängig davon, in welchem Land sie lebten.